# Coursera
Coursera veliki je pružatelj otvorenih online tečajeva u Sjedinjenim Državama, a osnovali su ga 2012. Andrew Ng i Daphne Koller, profesori računalnih znanosti na Sveučilištu Stanford. Coursera u partnerstvu sa sveučilištima i drugim organizacijama nudi online tečajeve, certifikate i diplome iz raznih predmeta. U 2021. procjenjuje se da je 150 sveučilišta nudilo više od 4000 tečajeva na Courseri.
Coursera također nudi diplomske tečajeve u suradnji sa sveučilištima (pr. HEC Paris).

## Vanjske poveznice
|  | Zajednički poslužitelj ima još gradiva o temi Coursera |

- Službena stranica